# Шакоперке
Шакоперке (Crossopterygii) је прастара група риба саркоптеригија чија су парна пераја посебне грађе са меснатом основом која је изнутра подупрта снажном мускулатуром и костима тако да добија лепезаст облик који подсећа на људску шаку (зато назив шакоперке). 
Модерна таксономија не признаје овај таксон.

## Опис
Ова група риба има вретенасто тело, два леђна и једно репно пераје. Првобитно су биле слатководне рибе које су живеле у водама склоним пресушивању па им је тада рибљи мехур служио као плућа. Зато се код њих образују унутрашњи носни отвори (хоане). Рибљи мехур је код ових риба, као и код дводихалице, у вези са вентралном страном ждрела. По тој особини се разликују од свих осталих риба, а истовремено су слични са копненим кичмењацима код којих плућа комуницирају са вентралном страном ждрела.

## Еволуциони значај
Имају велики филогенетски значај у историји развоја животиња. Њихова старост се процењује на 350 милиона година па је то један од разлога што се њихови представници, попут латимерије, називају живим фосилима. Сматра се да су се од њих развили стегоцефали прапреци водоземаца који су истовремено и преци свих копнених кичмењака.

## Откриће шакоперки
То је веома стара група риба из палеозоика која је до 1939. године била позната само у фосилном облику. Те године је у водама Индијског океана, поред источне обале Капланда у Јужној Африци, уловљена чудна риба дугачка скоро 2 m. Рибари су је предали тадашњем кустосу музеја госпођици М. К. Латимер, а она је проследила тај чудни проналазак познатом ихтиологу и хемичару Ј. Б. Л. Смиту (J.B.L. Smith). Професор Смит је рибу назвао латимерија, односно, Latimeria chalumnae према проналазачу и реци Халумни (Chalumna). Откриће ове рибе је било својствена научна сензација пошто се за шакоперке сматрало да су изумрле пре око 75 милиона година. Петнаестак година касније, тачније 1953.г. поново у Индијском океану, поред Коморских острва уловљена су још два примерка шакоперки која се разликују од латимерије и сврстана су у засебан род маланија (Malania). Недавно је у морима Индонезије откривена још једна врста рода латимерије (Latimeria menadoensis). Латимерија се врло често назива и целакант према реду целакантиформес (Coelacanthiformes) коме припада.

## Класификација
Према неким изворима дели се на 3 реда:
- Coelacanthiformes
- † Osteolepidiformes[2]
- † Struniiformes[2]